# Adenozinski A1 receptor
Adenozinski A1 receptor je član grupe adenozinskih receptgora,  G protein-spregnutih receptora čiji endogeni ligand je adenozin.

## Biohemija
A1 receptori učestvuju u promovisanju sna putem inhibicije holinergičkih neurona bazalnog prednjeg mozga. A1 receptori su takođe prisutni u glatkim mišićima širom vaskularnog sistema.

## Signalizacija
Aktivacija adenozinskog A1 receptora agonistom uzrokuje vezivanje  ili Go proteina. Vezivanje Gi1/2/3 proteina izaziva inhibiciju adenilat ciklaze, i stoga umanjenje  koncentracije. Povišenje koncentracije inozitol-trifosfata/diacilglicerola je posledica aktivacije fosfolipaze C, dok je elevacija nivoa arahidonske kiseline posredovano DAG lipazom, koja odvaja DAG i formira arahidonsku kiselinu.
Nekoliko tipova kalijumskih kanala se aktivira, dok se N-, P-, i Q-tipovi kalcijumskih kanala inhibiraju.

## Mehanizam
Ovaj receptor ima inhibitornu funkciju na većinu tkiva. U mozgu, on usporava metaboličku aktivnost kombinacijom dejstava. Presonaptički, on redukuje otpuštanje iz sinaptičkih vezikula.

## Ligandi
Kofein, kao i teofilin, su antagonisti A1 i A2A receptora u mozgu. 
- 2-hloro-N(6)-ciklopentil adenozin.
- N6-ciklopentiladenozin
- (6)-cikloheksiladenozin

### Antagonisti
Neselektivni
- Kofein
- Teofilin

Selektivni
- 8-Ciklopentil-1,3-dimetilksantin (CPX / 8-ciklopentil teofilin)
- 8-Ciklopentyl-1,3-dipropil ksantin (DPCPX)
- 8-Fenil-1,3-dipropilksantin
- Bamifillin
- [5]
- [6]
- Rolofilin (KW-3902)[7][8]

## Literatura
1. ↑  Townsend-Nicholson A, Baker E, Schofield PR, Sutherland GR (1995). „Localization of the adenosine A1 receptor subtype gene (ADORA1) to chromosome 1q32.1”. Genomics. 26 (2): 423—5. PMID 7601478. doi:10.1016/0888-7543(95)80236-F.
2. ↑  Elmenhorst D, Meyer PT, Winz OH, Matusch A, Ermert J, Coenen HH, Basheer R, Haas HL, Zilles K, Bauer A (2007). „Sleep deprivation increases A1 adenosine receptor binding in the human brain: a positron emission tomography study”. J. Neurosci. 27 (9): 2410—5. PMID 17329439. doi:10.1523/JNEUROSCI.5066-06.2007.
3. ↑  Tawfik HE, Schnermann J, Oldenburg PJ, Mustafa SJ (2005). „Role of A1 adenosine receptors in regulation of vascular tone”. Am. J. Physiol. Heart Circ. Physiol. 288 (3): H1411—6. PMID 15539423. doi:10.1152/ajpheart.00684.2004.
4. ↑  Fredholm BB, IJzerman AP, Jacobson KA, Klotz KN, Linden J (2001). „International Union of Pharmacology. XXV. Nomenclature and classification of adenosine receptors”. Pharmacol. Rev. 53 (4): 527—52. PMID 11734617.
5. ↑  Gottlieb SS, Brater DC, Thomas I, Havranek E, Bourge R, Goldman S, Dyer F, Gomez M, Bennett D, Ticho B, Beckman E, Abraham WT (2002). „BG9719 (CVT-124), an A1 adenosine receptor antagonist, protects against the decline in renal function observed with diuretic therapy”. Circulation. 105 (11): 1348—53. PMID 11901047. doi:10.1161/hc1102.105264.
6. ↑  Greenberg B, Thomas I, Banish D, Goldman S, Havranek E, Massie BM, Zhu Y, Ticho B, Abraham WT (2007). „Effects of multiple oral doses of an A1 adenosine antagonist, BG9928, in patients with heart failure: results of a placebo-controlled, dose-escalation study”. Journal of the American College of Cardiology. 50 (7): 600—6. PMID 17692744. doi:10.1016/j.jacc.2007.03.059.
7. ↑  Givertz MM, Massie BM, Fields TK, Pearson LL, Dittrich HC (2007). „The effects of KW-3902, an adenosine A1-receptor antagonist,on diuresis and renal function in patients with acute decompensated heart failure and renal impairment or diuretic resistance”. Journal of the American College of Cardiology. 50 (16): 1551—60. PMID 17936154. doi:10.1016/j.jacc.2007.07.019.
8. ↑  Cotter G, Dittrich HC, Weatherley BD, Bloomfield DM, O'Connor CM, Metra M, Massie BM (2008). „The PROTECT pilot study: a randomized, placebo-controlled, dose-finding study of the adenosine A1 receptor antagonist rolofylline in patients with acute heart failure and renal impairment”. Journal of Cardiac Failure. 14 (8): 631—40. PMID 18926433. doi:10.1016/j.cardfail.2008.08.010.

## Spoljašnje veze
- „Adenosine Receptors: A1”. IUPHAR Database of Receptors and Ion Channels. International Union of Basic and Clinical Pharmacology. Архивирано из оригинала 20. 09. 2020. г.
- Adenosine+A1+Receptor на 